# Geschiedenis van Roemenië
Dit artikel beschrijft de Roemeense geschiedenis.

## Prehistorie
Sinds de prehistorie is Roemenië bevolkt door vele volkeren. Een van de fossielen die in Roemenië gevonden werd, was een 34.000-36.000 jaar oude onderkaak. Dit is tot nu toe het oudste gevonden bewijs van de mensheid in Europa.

## Dacië

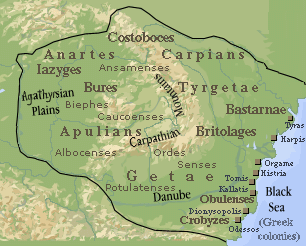
Dacië

Dacië lag in het gebied waar nu Roemenië ligt.
De Daciërs woonden vooral in Transsylvanië en het westen van Walachije. In Oost-Walachije en de Dobroedzja woonden de verwante Geten. In Moldavië leefden de eveneens verwante Karpen (naar wie de Karpaten zijn vernoemd). Zoals veel bergvolkeren ontsnapten ze aan de onderwerping door de Romeinen.
Koning Boerebista (Koning van Dacië tussen 70 v.Chr. – 45 v.Chr.) wordt als belangrijkste koning van de Daciërs beschouwd. Na zijn troonsbestijging rond 70 v.Chr. bereikte het Dacische rijk zijn grootste omvang. Hij bouwde een uiterst sterk leger op waarmee hij meerdere malen Romeins grondgebied binnenviel. Julius Caesar realiseerde de kracht van het Dacische rijk en bereidde een expeditie voor. Zover kwam het echter niet toen Caesar in 44 v.Chr. werd vermoord. Boerebista was hem toen al voorgegaan: in 45 v.Chr. werd hij bij een opstand vermoord.
Aan het eind van de 1e eeuw na Chr. was Dacië nog een machtig rijk onder hun koning Decebalus. De Romeinse keizer Trajanus begon in 101 na Chr. een oorlog tegen de Daciërs. Na hevige weerstand werden deze in 106 na Chr. definitief verslagen. Ongeveer 150.000 gevangenen werden als slaven weggevoerd. De hoofdstad van de Daciërs, Sarmizegetusa, dat op 1100 m hoogte lag in de Karpaten, werd platgebrand. De Romeinse autoriteiten organiseerden vervolgens een massale kolonisatie van het gebied met immigranten uit Italië en de Romeinse provincies ten zuiden van de Donau, waardoor de Romanisering van het gebied werd bevorderd. De Daciërs vermengden zich na de verovering met de kolonisten en namen de Latijnse taal over. Hun nakomelingen zouden eeuwenlang meestal worden aangeduid met de naam Walachen, die hun door de Slaven werd gegeven.

## De Grote Migraties
De Grote Migraties brachten vele volkeren naar Roemenië, zoals de Hunnen, Ostrogoten, Bulgaren en Vandalen, maar de meesten vertrokken snel. In de tiende eeuw maken Byzantijnse, Slavische en Hongaarse bronnen melding van drie door Roemenen bewoonde woiwodschappen (hertogdommen of prinsdommen): Walachije, Moldavië en Transsylvanië. Rond het jaar 890 kwamen de Magyaren, en in de 12e eeuw de Saksen, die Transsylvanië gingen bewonen. Tot de 20e eeuw waren de Roemenen de meerderheid, en de Duitsers en Hongaren een grote minderheid in Transsylvanië.

## De drie Vorstendommen
Walachije, Transsylvanië en Moldavië waren drie vorstendommen in de Middeleeuwen. Ze bleven bestaan tot rond het jaar 1900.

### Walachije

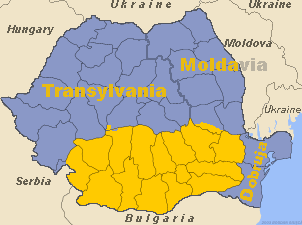
Walachije

De naam Walachije komt van de Keltische stam de Volcae (zie ook: Vlachen). Ook Wallonië, Wales en Gallië zijn naar hen genoemd. De hoofdstad van Walachije was eerst Curtea de Argeș, toen Târgoviște en uiteindelijk Boekarest.
In de late Middeleeuwen heeft Walachije gevochten, alleen of in samenwerking met andere christelijke staten maar nooit met Moldavië en Transsylvanië, tegen de dreiging van het Ottomaanse Rijk. Walachije had de leiders Mircea de Oudste (1386-1418) en Vlad Țepeș (1456-1462), die zich verschillende malen met succes verdedigden tegen de invallen en zo voorkwamen dat het Ottomaanse Rijk zich kon uitbreiden naar Midden-Europa

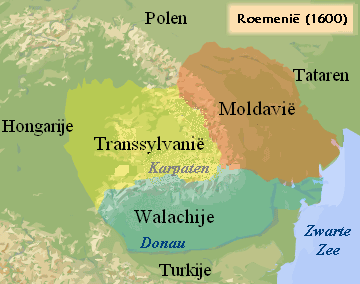
De drie vorstendommen onder regering van Michaël de Dappere in 1600

Nadat in 1453 sultan Mehmed de Veroveraar Constantinopel innam, werden de drie vorstendommen ook bij het Ottomaanse Rijk ingelijfd. In 1600 lukte het Michael de Dappere zich onafhankelijk te verklaren en voor het eerst Walachije, Moldavië en Transsylvanië te verenigen, al duurde deze vereniging maar een jaar. Michael is een van de grote helden uit de Roemeense geschiedenis.
De tweede vereniging was in 1859, waarmee Klein-Roemenië tot stand kwam.

### Moldavië

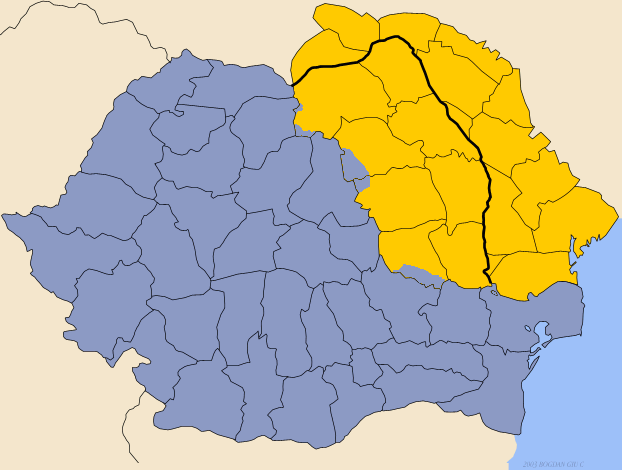
Moldavië

Eerst werd Moldavië Bogdania genoemd, naar de stichter van Moldavië. Deze naam werd al snel veranderd in Moldova, een rivier in het gebied. Suceava was de eerste hoofdstad van Moldavië, maar die werd verplaatst in 1565 naar Iași.
In 1359 werd Moldavië gesticht door Bogdan I, nadat hij de Hongaren had geweigerd om Moldavië bij Hongarije te voegen.
In de 15e eeuw waren er vele invallen van de Ottomanen, Polen en Krim-Tataren.
Stefan de Grote (die Moldavië regeerde tussen 1457-1504) heeft gevochten voor de onafhankelijkheid, en was duidelijk de grote winnaar nadat hij van 38 grote slagen er 36 gewonnen had.
In 1600 lukte het Michael de Dappere zich voor het eerst in de geschiedenis Walachije, Moldavië en Transsylvanië te verenigen, al duurde deze vereniging maar een jaar. De tweede vereniging was in 1859, waarmee Klein-Roemenië (Walachije en Moldavië) tot stand kwam.
Ondertussen werd het noorden van Moldavië (Boekovina) veroverd door de Habsburgers, dat pas na de Eerste Wereldoorlog terugkwam bij Roemenië.

### Transsylvanië

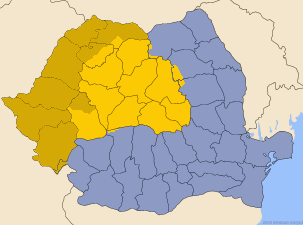
Historisch Transsylvanië in het geel en hedendaags Transsylvanië in het geel én het donkergeel

Transsylvanië betekent het land (-ië) aan de andere kant van (trans) het woud (silva). Bedoeld wordt het Centraal-Europees Woud. De naam Zevenburgen verwijst vermoedelijk naar zeven door de Saksen gestichte steden.
Met de verovering in 896 stichtten de Hongaren na een roerige tijd de staat in Transsylvanië, en rond het jaar 1000 werd Transsylvanië een katholieke staat.
Toen het grootste deel van het Hongaarse Koninkrijk na de Slag bij Mohács in 1526 bij het Ottomaanse Rijk en Habsburg werd gevoegd, bleef Transsylvanië over als enige overgebleven deel van het Hongaarse Rijk. Transsylvanië werd onafhankelijk en de eerste vorst was de Hongaarse troonpretendent Jan Zapolya.
Transsylvanië heeft vaak moeten vechten tegen de Ottomanen. Een beroemde leider die tegen ze gevochten heeft is Johannes Hunyadi.
In 1599 werd Transsylvanië verenigd met Walachije en Moldavië door Michaël de Dappere. Hij veroverde Transsylvanië in de slag bij Șelimbar met hulp van de Oostenrijkers. Één jaar later werd Transsylvanië weer onafhankelijk dankzij de Hongaren (en Polen).

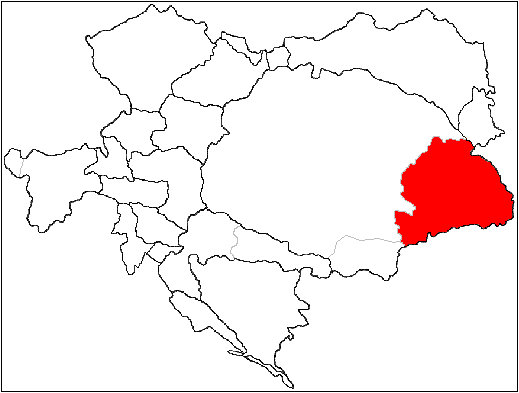
Transsylvanië in de Habsburgse monarchie 1690-1918

In 1687 werd Transsylvanië omgevormd tot een Oostenrijks kroonland en in 1711 werd de Hongaarse vorst van Transsylvanië vervangen door een door de Habsburgers aangestelde gouverneur.
Dit gebeurde nadat de Oostenrijkers de Hongaarse kroon hadden beërfd.
Door de Hongaarse Revolutie in 1848 werd Transsylvanië (en Hongarije) weer onafhankelijk maar moest weer deel gaan maken van Hongarije in 1867.
De Zevenburger Saksen en Roemenen waren felle tegenstanders van deze hereniging; de Saksen waren bang dat hun rechten in de nieuwe Hongaarse staat teniet zouden worden gedaan en de Roemenen, die zich steeds nationaal bewuster werden, wilden Transsylvanië bij de Roemeense staat (Walachije en Moldavië) voegen dat was gesticht in 1859.
Na de Eerste Wereldoorlog, die Oostenrijk-Hongarije had verloren, werd het Oostenrijk-Hongaarse rijk opgedeeld in verschillende staten en verder verdeeld onder aangrenzende staten. Transsylvanië werd op 1 december 1918 in Alba Iulia onder Hongaars protest aan Roemenië toegewezen. Deze situatie werd door de westerse mogendheden bevestigd met het Verdrag van Trianon op 4 juni 1920.

## De Vereniging
Walachije en Moldavië verklaarden zich onafhankelijk van de Ottomanen in 1859 en kozen dezelfde vorst, Alexander Johan Cuza, maar werden niet erkend door Frans Jozef I van Oostenrijk. Sultan Abdülaziz - in naam nog altijd Alexander Johans suzerein - erkende deze uiteindelijk op 23 december 1861, waarna Moldavië en Walachije op 24 januari 1862 formeel werden verenigd tot Roemenië met als hoofdstad Boekarest

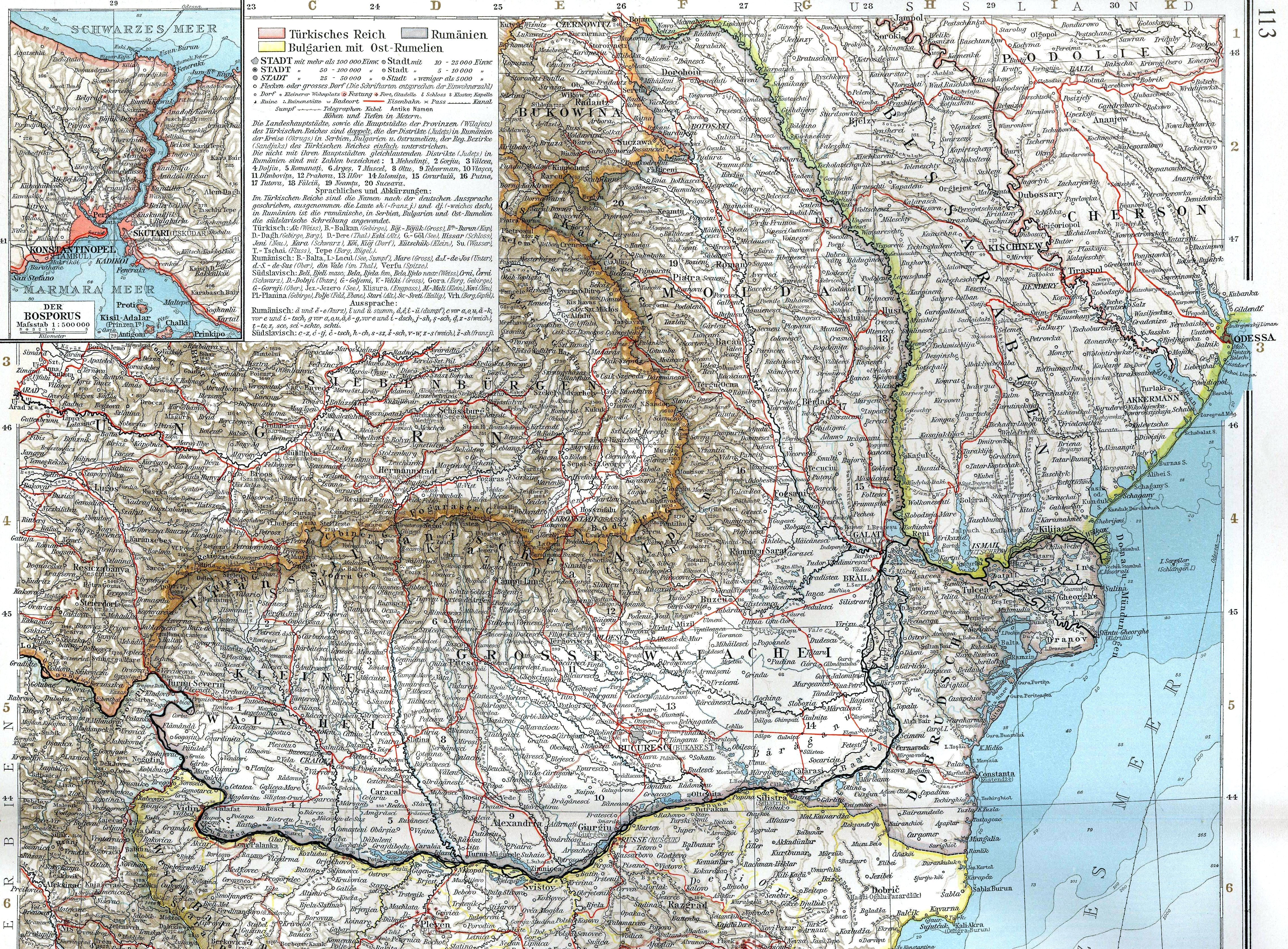
Klein-Roemenië tussen 1878-1913

Maar Alexander Johan Cuza bracht ook ontevredenheid, dus op 22 februari 1866 drong een groep officieren zijn paleis binnen en dwong hem zijn abdicatie te tekenen.

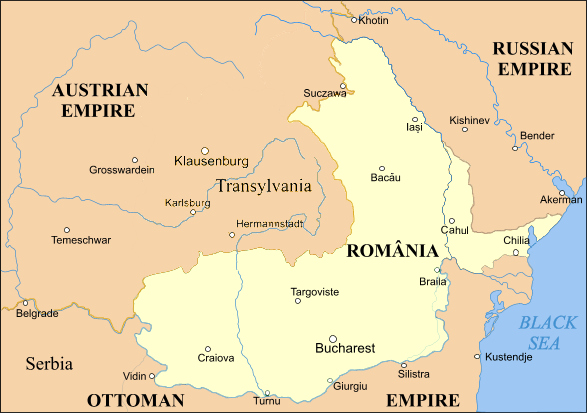
Roemenië tussen 1859-1878

De Roemeense regering benoemde op 26 maart 1866 de Duitse prins Karel (Carol) van Hohenzollern-Sigmaringen tot nieuwe vorst.
De eerste jaren in Roemenië vielen de nieuwe vorst zwaar. Hij moest zich aanpassen aan een nieuwe cultuur, een nieuwe taal leren en gewend raken aan de manier van regeren van de Balkan. Gedurende de Frans-Duitse Oorlog van 1870/71 ontstond een anti-Duitse gezindheid in zijn land, waardoor zijn bewind bijna omver werd geworpen, hoewel hijzelf ook aftreden overwoog.
Hij leidde in 1877/78 de Roemeens-Russische troepen in de Russisch-Turkse Oorlog, waarna hij op het Congres van Berlijn als volledig soeverein heerser werd erkend. Carol werd daarop op 26 maart 1881 tot koning uitgeroepen.

## Koninkrijk Roemenië tussen 1881 en 1914

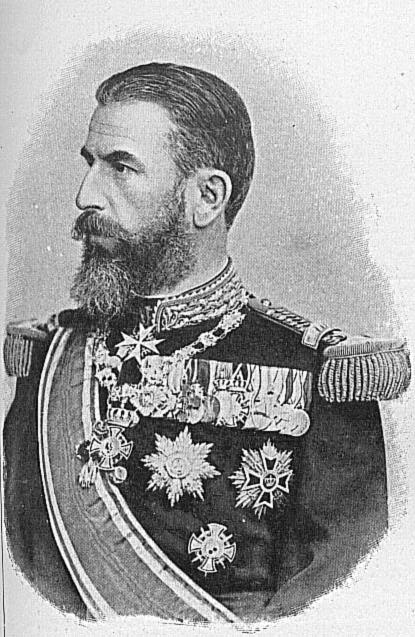
Carol I van Roemenië

De binnenlandse politiek, die nog steeds werd beheerst door de rijke grootgrondbezitters, werd onder Carols bewind tweemaal opgeschrikt door boerenopstanden, een in het zuidelijke deel Walachije (april 1888) en een in het noordelijke deel Moldavië (maart 1907).
In juli 1913 verklaarde Roemenië, net zoals andere balkanlanden, Bulgarije de oorlog (Tweede Balkanoorlog). Op 10 augustus werd in Boekarest een vredesverdrag ondertekend. Bulgarije moest een groot deel van de winst uit de Eerste Balkanoorlog weer afstaan. Het zuiden van Dobroedzja (Roemeens: Cadrilater) werd toegevoegd aan Roemenië.
Toen de Eerste Wereldoorlog begon besloot de Roemeense regering zich niet bij Duitsland aan te sluiten. De van oorsprong Duitse Carol verzette zich hier - zeer tegen zijn gevoel - niet tegen.
Aangezien hij kinderloos was had Carol zijn broer Leopold als troonopvolger aangewezen. In oktober 1880 stond die zijn recht op de troon echter af aan zijn zoon Willem. Willem op zijn beurt gaf het recht op troonopvolging acht jaar later weer door aan zijn jongere broer Ferdinand. Die aanvaardde zijn taak wel en werd na Carols dood op 10 oktober 1914 koning.

## De Wereldoorlogen

### Eerste Wereldoorlog
Ferdinand volgde op 10 oktober 1914 zijn oom op als koning.
In het begin van de Eerste Wereldoorlog bleef Roemenië neutraal maar op 14 september 1916 besloot hij mee te doen aan de Eerste Wereldoorlog tegen Duitsland en Oostenrijk-Hongarije, hoewel hij familie was van de Duitse keizer Wilhelm II. Door samenwerking met Engeland en Frankrijk wilde Ferdinand de Hongaarse Transsylvanië en Boekovina waar de Roemenen een grote minderheid waren, toevoegen aan Roemenië.
Ferdinand werd eind 1916 verpletterend verslagen en de regering moest uitwijken naar Iași. De Roemeense goudvoorraad werd per trein naar Rusland in veiligheid gebracht. In dat land kwamen echter een jaar later de Bolsjewieken aan de macht, en Roemenië heeft het goud nooit teruggezien.
In 1918 ging het de Roemeense troepen weer goed en Ferdinand keerde terug naar Boekarest. Dankzij de geboekte overwinningen en de territoriale verliezen van Hongarije en Rusland werd Roemenië flink uitgebreid.
In 1918, het einde van de Eerste Wereldoorlog, hadden Bessarabië en historisch Transsylvanië zich gevoegd aan Koninkrijk Roemenië. Transsylvanië kwam bij Roemenië nadat men in Alba Iulia had gestemd om te verenigen met Roemenië. Bessarabië verklaarde zich onafhankelijk in 1917 van Rusland, en sloot zich al snel aan bij Roemenië. De rest van huidig Transsylvanië, (het Maramureș, Banaat en Crișana) werd door het Verdrag van Trianon in 1920 Roemenië toegewezen.

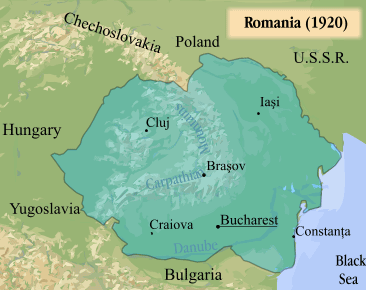
Groot-Roemenië

Het Verdrag van Trianon had toen de huidige grens tussen huidig Hongarije en huidig Roemenië gevormd. De unie van Boekovina werd in datzelfde jaar ook Roemenië toegewezen, door het Verdrag van Versailles.
Op 15 oktober 1922 werd Ferdinand in Alba Iulia, in het hart van Transsylvanië, tot koning Ferdinand Intregitorul (degene die iets compleet maakt) van Groot-Roemenië gekroond.

### Interbellum

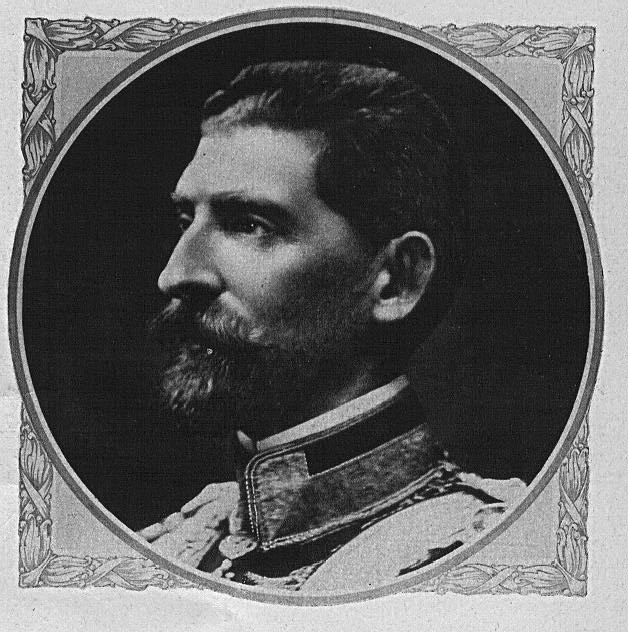
Ferdinand I

Door de toevoeging van Transsylvanië begonnen de oppositiepartijen steeds meer steun te krijgen, en zo werd het ook steeds lastiger voor Ferdinand in Roemenië.
De belangrijkste oppositiepartijen verenigden zich in 1924 tot de Nationale Boerenpartij.
Ferdinand overleed en op 20 juli 1927 volgde de zesjarige kleinzoon Michael hem op, omdat Ferdinands zoon Karel (Carol) vertrokken was met zijn minnares naar Parijs.
Vanwege Michaëls minderjarigheid regeerde in zijn naam een regentschapsraad.
Ondertussen werd de Roemeense hoofdstad Boekarest mooier en mooier en kreeg zelfs de bijnaam Klein Parijs. Daardoor werd er ook nog een kopie van de Arc de Triomphe (Roemeens: Arcul de Triumf) in Boekarest neergezet.
Carol keerde op 7 juni 1930 onverwachts terug naar Roemenië en werd een dag later door het parlement tot koning gekroond. De regering hoopte dat hij de politiek - die na de Eerste Wereldoorlog een chaos was geworden - weer in goede banen zou kunnen leiden. Dit was de eerste keer in de geschiedenis dat een vader zijn zoon opvolgde als koning.
De heerschappij van Carol II duurde tien jaar (1930-1940), een periode van grote economische groei gevolgd door een wereldwijde crisis, maar ook de periode waarin een eind kwam aan de parlementaire democratie. In 1938 werd hij absoluut heerser.

### Tweede Wereldoorlog

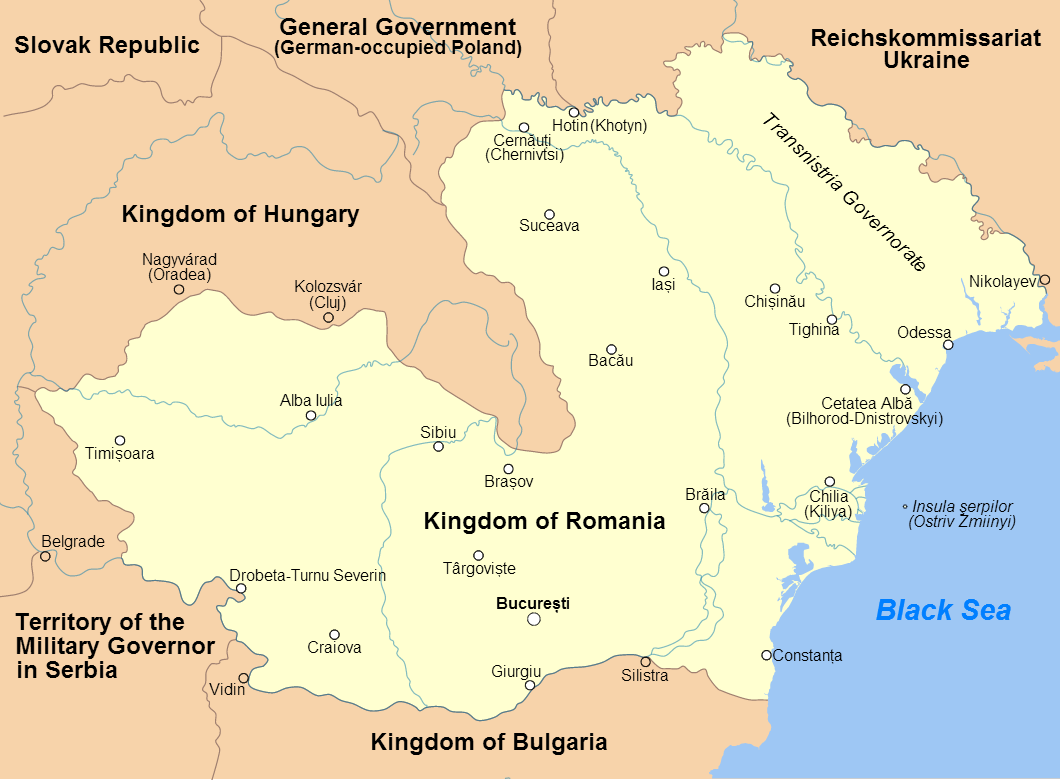
Roemenië tussen 1941-1944

De Tweede Wereldoorlog dreigde echter en in 1940 verloor Roemenië - zonder dat er één schot was afgevuurd - door een verdrag tussen Adolf Hitler en de Sovjet-Unie. Roemenië verloor de gebieden Zuid-Dobroedzja aan Bulgarije en Noord-Transsylvanië aan Hongarije. Het volk gaf Carol II hiervan de schuld en op 5 september 1940 droeg hij de macht over aan generaal Ion Antonescu, die hem de volgende dag afzette. De 19-jarige Michael werd in naam opnieuw koning. Michaël had echter nauwelijks macht en Ion Antonescu gedroeg zich als een dictator.

Antonescu vormde daarop een 'nationaal-legionaire' regering, waar ook de IJzeren Garde van Horia Sima deel van uitmaakte. De coalitie met de IJzeren Garde werd gekenmerkt door gruwelijk antisemitisme, pesterijen en dodelijk geweld in de richting van Joden en andere minderheden. In januari 1941 zette Antonescu (met steun van de Duitsers) de felle antisemitische IJzeren Garde uit de regering. De Zionistische Wereldfederatie mocht vrij opereren om een 'oplossing te vinden voor het Joodse vraagstuk'. Zijn plannen om de Joden massaal naar Palestina over te brengen werden door de Engelsen tegengehouden. 

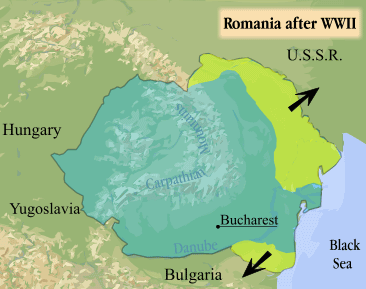
Verloren gebieden na WO2

Onderwijl gingen de deportaties van Joden en anderen gewoon door. Door al deze maatregelen kwam ruim 60% van de Joodse bevolking (deze telde in totaal circa 500.000 personen) om het leven.
Antonescu genoot het volledige vertrouwen van Adolf Hitler en stuurde 15 divisies naar het oostfront (1941) om tegen de Sovjet-Unie te vechten. Hij annexeerde het gebied Transnistrië van de Sovjet. Na de mislukte Slag om Stalingrad, trachtte Antonescu de kleinere As-staten te bundelen om tegen de geallieerden te vechten.
Toen dit mislukte steunde hij zijn minister van Buitenlandse Zaken Mihai Antonescu (geen familie) met diens vredesinitiatieven.
Toch lukte het Michael en enkele loyale generaals en partijleiders op 23 augustus 1944 een staatsgreep te plegen, Antonescu te arresteren en de capitulatie van Roemenië uit te roepen. Antonescu werd opgesloten in de kamer waar de koninklijke postzegelverzameling werd bewaard. Voor deze heldendaad kan Michael tot op de dag van vandaag bij de Roemenen niet stuk. Hierna verklaarde hij nazi-Duitsland, Hongarije en Tsjechoslowakije de oorlog. Transnistrië werd teruggegeven aan de Sovjet-Unie.
Door de Vrede van Parijs in 1947 moest Hongarije de helft van Transsylvanië weer teruggeven aan Roemenië, en Roemenië moest Noord-Boekovina en Bessarabië aan de Sovjet-Unie afstaan en Zuid-Dobroedzja aan Bulgarije.
Ion Antonescu werd op 1 juni 1946 geëxecuteerd.
In 1947 werd Michael van Roemenië gedwongen tot aftreden die vervolgens asiel aanvroeg in Zwitserland

## Volksrepubliek Roemenië

De vlag van Communistisch Roemenië van 1948 tot september 1952

De vlag van Communistisch Roemenië van september 1952 tot 1965

In het voorjaar van 1945 bracht Gheorghe Gheorghiu-Dej (van de Roemeense Werkerspartij) met andere communisten en sympathisanten premier Nicolae Rădescu ten val en bracht hij Petru Groza van het pro-communistische Landbouwersfront aan de macht. In oktober 1945 werd hij tot secretaris-generaal van de Roemeense Communistische Partij (RCP) gekozen. Na 1946 had hij zitting in het staatsplanningscomité.
In december 1947 dwong Gheorghiu-Dej koning Michaël van Roemenië tot aftreden en liet hij de Roemeense Volksrepubliek uitroepen. Sindsdien was hij de machtigste persoon in Roemenië.
Na de dood van Stalin (1953) volgde Gheorghiu-Dej een koers van "nationaalcommunisme" en distantieerde hij zich enigszins van de door Moskou voorgeschreven koers. Het feit dat hij de Roemeense belangen voorop stelde maakte hem redelijk populair in eigen land en economisch gezien bracht hij een zekere voorspoed. Tegelijkertijd breidde hij de macht van de Securitate, de geheime politie, verder uit en liet hij tal van tegenstanders gevangenzetten.
In 1961 verwisselde Gheorghiu-Dej het premierschap voor het voorzitterschap van de Staatsraad (dat wil zeggen het presidentschap). Nadien trad er een zekere dooi in. In 1963 weigerde hij de lijn van Chroesjtsjov te volgen in diens veroordeling van China. Daarnaast breidde hij de diplomatieke betrekkingen met Joegoslavië uit.
In 1965 overleed Gheorghe Gheorghiu-Dej en werd opgevolgd door Chivu Stoica van de Communistische Partij.
Nicolae Ceaușescu wijzigde de naam van de Roemeense Werkerspartij in Roemeense Communistische Partij in 1965.

## Socialistische Republiek Roemenië
Chivu Stoica komt aan de macht, maar trad af in 1968. Nicolae Ceaușescu volgde hem op.

### Binnenlands beleid van Ceaușescu
Nicolae Ceauşescu trok gaandeweg allerlei machtsfuncties naar zich toe en regeerde hij in toenemende mate als dictator. In 1974 werd hij president, een speciaal voor hem gecreëerde functie. Vanaf de jaren zeventig werd hij de Conducator (= 'Leider') genoemd; dezelfde titel die de dictator Ion Antonescu in de jaren veertig droeg. Om de staatsschuld terug te dringen mocht er in de winter amper worden gestookt. Uiteindelijk werd de staatsschuld inderdaad teruggedrongen, maar dat het volk daar hinder van ondervond, deerde de dictator schijnbaar niet; evenals zijn plan om de Roemenen ervan te overtuigen dat ze te veel aten. Halverwege de jaren tachtig kwam Ceauşescu met zijn meest bizarre idee: het platteland en de plattelandsdorpen moest in haar huidige vorm verdwijnen. De oude dorpen moesten worden vernietigd en vervangen door een soort agrarische centra. Boeren zouden dan een soort agrarische arbeiders worden. Dit leidde tot binnen- en buitenlandse kritiek. Deze plannen werden echter niet uitgevoerd omdat Ceauşescu in 1989 ten val kwam.

### Buitenlands beleid van Ceaușescu
Ceaușescu's buitenlands beleid kenmerkte zich door zijn streven een redelijk onafhankelijke koers te varen ten opzichte van de Sovjet-Unie. Roemenië maakte als vazalstaat van de Sovjet-Unie deel uit van het Oostblok, maar verzette zich onder leiding van Ceauşescu tegen de door Nikita Chroesjtsjov ontworpen doctrine om de hofleverancier van de Sovjet-Unie te worden voor olie en graan. Ook weigerde hij troepensteun te geven voor de militaire inval in Tsjechoslowakije door Sovjettroepen na de 'Praagse Lente' in 1968. Bovendien koos Roemenië geen partij in het conflict tussen China en de Sovjet-Unie. Hoewel hij in 1970 een nieuw vriendschapsverdrag met de Sovjet-Unie sloot, gaf dit alles Ceauşescu toch een zeker aanzien in het Westen. Later, toen de binnenlandse politiek van de dictator op groeiende weerstand stuitte, verloor hij het opgebouwde krediet. Desondanks beschouwde de Verenigde Staten Ceauşescu in de jaren tachtig nog steeds als een bondgenoot. De Amerikaanse regering was ervan overtuigd dat in geval van oorlog, Roemenië de kant van het Westen zou kiezen. Uit documentatie bleek echter dat dit beslist niet zo was: Ceauşescu's relatieve vrijheid kocht hij namelijk af met de belofte het Warschaupact in geval van een militair conflict met het Westen onvoorwaardelijk te steunen.

### Onderdrukking
De Roemeense bevolking werd systematisch onderdrukt en was door de vele infiltranten van de geheime dienst niet veilig. Door de grote onzekerheid en armoede waar men in leefde, zag men vaak geen andere oplossing dan te spioneren voor de Securitate. Het was niet ongewoon dat je broer, zus, vader of moeder een infiltrant kon zijn en je binnenshuis dan ook niet kon zeggen wat je wilde. De DIE (afdeling externe inlichtingen van de geheime dienst) introduceerde eind jaren 70 van de 20e eeuw een afluistersysteem via de telefoon. Ook wanneer de hoorn op de haak lag, kon de geheime dienst meeluisteren. Aangezien het systeem alleen werkte met die ene door de geheime dienst speciaal ontwikkelde telefoon, werden op last van Ceaușescu alle telefoons in het land vervangen. In vrijwel alle andere plaatsen van hotels tot scholen waren afluistersystemen geplaatst van microfoontjes in een schilderij tot microfoontjes onderop in een bakje met suikerklontjes. Direct aan de leiding van de Securitate stond Ion Mihai Pacepa, die op 25 juli 1978 deserteerde.

### De Securitate
Securitate was de benaming van de Roemeense geheime staatsveiligheidspolitie. De Securitate werd opgericht in 1948 na de communistische machtsovername in Roemenië.
Hoewel de Securitate al onder premier Gheorghiu-Dej een belangrijke rol van betekenis speelde, groeide haar macht vooral onder zijn opvolger, Nicolae Ceaușescu. Ceaușescu maakte van de Securitate een goedbetaald elitekorps, dat een soort persoonlijk leger werd van Ceaușescu. Haar buitenlandafdeling, de DIE, speelde een belangrijke rol voor de rekrutering van buitenlandse spionnen voor het regime (veelal in het buitenland verblijvende Roemenen). De Securitate bleef Ceaușescu trouw tijdens de volksopstand van december 1989. Pas een paar dagen na de volksopstand legde de Securitate haar wapens neer.
De Securitate werd hierna omgevormd tot een reguliere veiligheidsdienst.
Ook de DIE werd opgeheven.

## De Revolutie

Huidige vlag van Roemenië sinds de Revolutie. Het communistisch embleem in het midden is weggehaald.

In december 1989 brak er een grote opstand o.l.v. van de Hongaarstalige dominee László Tökes uit in Timișoara. Aanvankelijk was de orde gauw hersteld, maar tijdens het staatsbezoek van Nicolae en Elena Ceaușescu aan Iran (17-19 december 1989) laaide de opstand weer op. Vlak voor Kerst keerden de Ceaușescu's weer terug naar Boekarest, de hoofdstad. Op 20 december sprak hij het land toe op de televisie, waarin hij de westerse imperialisten de schuld gaf van de chaos in het land. Een dag later organiseerde de partijafdeling van Boekarest een massabijeenkomst van trouwe partijleden voor het gebouw van het Centraal Comité. Toen Ceaușescu aan zijn toespraak begon, begonnen de mensen voor het gebouw te demonstreren en eisten het aftreden van Ceaușescu. Die avond openden de Securitate het vuur op demonstranten. Het leger koos de zijde van de opstandelingen en de volgende ochtend moesten Nicolae en Elena met een helikopter vluchten waarbij de piloot onder schot werd gehouden door een of meerdere van de lijfwachten. Toen de brandstof van de helikopter opraakte, landde de piloot en werd door de lijfwachten van Ceaușescu een auto gevorderd. Later stapten ze over in een andere auto. Laat in de middag werden de Ceaușescu's echter herkend en gearresteerd. Nicolae en zijn vrouw Elena werden na een schijnproces geëxecuteerd. De executie vond plaats op een militaire basis in Târgoviște en werd als bewijs van hun dood gefilmd en wereldwijd per televisie vertoond. Later bleek dat de getoonde executie op de tv in scène was gezet en dat de echte executie al iets eerder had plaatsgevonden. Nicolae Ceaușescu werd opgevolgd door de gematigde ex-communist Ion Iliescu.
1104 mensen zijn gedood in december 1989. Voor 22 december waren er al 162 mensen vermoord, 73 in Timișoara, 48 in Boekarest en 41 ergens anders in Roemenië. 3352 mensen waren gewond geraakt. Sommigen van de eerste slachtoffers werden naar Boekarest gestuurd en werden daar gecremeerd. Het leger had 260 doden en 545 gewonden. De Securitate had 65 doden en 73 gewonden.

## Na de Revolutie

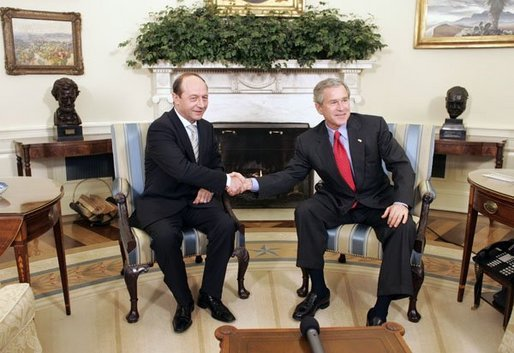
President Băsescu

Na de Revolutie kwam ex-communist Ion Iliescu aan de macht. Omdat veel Roemenen niet geloven in Iliescu, en vrezen dat er nog een Communistische Tijd aankomt, vertrekken ze uit het land. In 1990 volgden er nog een aantal opstanden, omdat de FSN (politieke partij waarvan de helft van de leden nog een (ex-)communist was) de macht had gegrepen. De beroemdste, en bloedigste opstand was de Golaniad waar meer dan 100 mensen vermoord werden en duizenden gewond raakten. Ook zijn er een aantal Mineriaden geweest (het oproepen van de pro-socialistische mijnwerkers die "de wet handhaafden" door gewelddadig tegen de opstandelingen te vechten totdat de opstand beëindigd wordt.). Toen de Roemeense koning Michaël van Roemenië een bezoek wilde brengen aan Roemenië in 1992, had Iliescu dat hem verboden. In 1996 werd Emil Ion Constantinescu president. In deze periode is echter niet veel veranderd. Vier jaar later werd Ion Iliescu opnieuw gekozen. Opnieuw wilde Michaël van Roemenië een bezoek brengen, en om populariteit heeft Iliescu het hem toegestaan, Roemenië te bezoeken. Bij de verkiezingen in 2004 werd Adrian Năstase bijna gekozen, maar hij verloor uiteindelijk met 49% tegen 51% van democraat Traian Băsescu. Băsescu werd in 2009 herkozen.
In het jaar 2005 waren er veel natuurrampen in Roemenië. Van januari tot september waren er 7 overstromingen, in bijna alle districten van Roemenië. Bij de rivier Siret in Moldavië waren de overstromingen het ergst. Honderden mensen kwamen om het leven bij de overstromingen, duizenden huizen en tientallen bruggen werden verwoest. Ook werd Roemenië aan het einde van het jaar getroffen door het vogelgriepvirus H5N1. De eerste meldingen van het virus waren bij Maliuc en Ceamurlia de Jos in de Donau-delta.

## Toetreding tot de Europese Unie
Roemenië is in 2007 tot de Europese Unie toegetreden. De Europese Unie heeft scherpe eisen aan Roemenië gesteld, met name op het terrein van de corruptiebestrijding.